# Фаллос
Фа́ллос, или фалл (др.-греч. φαλλός) — символическое изображение эрегированного пениса, предмет культа многих языческих религий. Как правило, такие изображения символизируют мужское плодородие и начало новой жизни. В искусствоведческой литературе используется как эвфемистический термин и при описании несакральных изображений.

## Фаллические культы
Фаллические символы известны по материалам палеолита. В Монголии была найдена подвеска из графита в виде фаллоса возрастом 42 тыс. лет. В пещере Холе-Фельс обнаружена имитация пениса в натуральную величину, выточенная из алеврита и датированная 26 тыс. до н. э. На территории Восточной Европы фаллические символы хорошо известны по материалам неолитической трипольской культуры.

### Древняя Индия
В Индии фаллос, или лингам, почитался с глубокой древности. Наиболее древние предметы фаллического культа отличаются натуралистичностью по сравнению со стилизованными лингамами, которые можно встретить в наше время. Одним из древнейших считается лингам высотой 150 см, вытесанный из чёрного гранита; его почитают в храме Парашурамешвар в штате Андхра-Прадеш. В позднейшее время лингам стал восприниматься как абстрактное воплощение творческих сил бога Шивы.

### Древний Египет
Фаллос как символ плодородия был известен древним египтянам. С эрегированным пенисом было принято изображать бога Мина. Также фаллос играл роль в культе Осириса. Считалось, что после расчленения Исиде удалось собрать всё его тело, кроме пениса, который съела рыба. Новый пенис Исиде пришлось изготовить из дерева либо золота.

### Древняя Греция
В пантеоне античных богов мужскому плодородию покровительствовал Приап. Его было принято изображать с детородным органом огромных размеров. Центром приапического культа был Лампсак. В других областях Греции известны аналогичные изображения Пана, сына Гермеса. На многих гермах с эрегированным пенисом изображён и сам Гермес.
Празднество и торжественное шествие в честь фаллического божества, согласно Плутарху, носило название фаллефории (др.-греч. φαλλη-φόρια). Торжественная фаллическая песнь, согласно Аристофану, называлась фалликон (др.-греч. φαλλικόν). Согласно Аристофану и Лукиану, бог плодородия носил имя Фалет (др.-греч. Φᾰλῆς, Φᾰλῆτος, Φάλης, Φάλητος).
Дионисийские празднования, как правило, сопровождались фаллическими процессиями. Аристотель в «Поэтике» высказывает мысль, что именно из таких представлений родилась комедия. В настоящее время фаллический карнавал ежегодно проводит город Тирнавос в Фессалии.

### Древний Рим
Сексуальность древних римлян была фаллоцентрична. За безопасность Римского государства отвечал священный фаллос; его хранительницами были весталки. От сглаза применялись разнообразные амулеты с фаллической символикой, включая буллы, которые мальчики носили до достижения совершеннолетия, и фасцины — изображения крылатого пениса. Раскопками в Помпеях обнаружены фаллические светильники и погремушки.

### Кельты и германцы
Есть сведения, что древние кельты изображали богов-воителей с большими фаллами. О том, что фаллос был приделан к идолу Фрейра, упоминает Адам Бременский. В последнее время появились археологические подтверждения сакрального значения фаллоса у германцев. Есть мнение, что фаллическую форму имеют такие картинные камни, как Стура-Хаммарский.

### Япония
Праздники плодородия, как, например Хонэн-мацури, испокон веков отмечаются в различных областях Японии. В городе Комаки во время праздника вывозят из храма огромный фалл из дерева весом в 250 кг и длиной 2,5 метра. По стране разбросаны многие храмы, посвящённые культу мужской плодовитости.

### Бутан
Изображения фаллоса в Бутане являются эзотерическими символами, зарождение которых связывают с буддийским ламой Друкпа Кюнле, жившим в XV—XVI веках, и вошедшим в историю как «сумасшедший святой». Считается, что символ фаллоса приносит удачу и отгоняет злых духов.

## Фаллическая образность у монотеистов
Хотя фаллические культы ассоциируются с язычеством, в храмах Западной Европы среди других мощей Христа почитается и препуция — засушенная крайняя плоть младенца Христа, полученная в результате его обрезания. Вплоть до Нового времени в разных областях Европы делались приапические подношения Косьме и Демьяну, а также другим «фаллическим святым», которых, обычно за созвучие имён с детородными органами, в народе считали покровителями плодовитости. Официальная церковь никогда не одобряла таких проявлений народной религиозности.
У иудеев после обряда обрезания в ряде случаев принято, чтобы моэль (специалист по обрезанию) совершил действие, именуемое «мецица», а именно: «высосал» кровь из места надреза с помощью специального тампона и трубки, внутри которой этот тампон находится.
Епифаний Кипрский утверждает, что такие гностические секты, как борбориты, поглощали мужское семя как тело Христово. Эту традицию продолжают некоторые современные группы гностиков, а также отдельные группы последователей Телемы.

## Фаллос в психоанализе
В лакановском психоанализе под фаллосом понимается символический атрибут Другого, который порождает в субъекте желание обладать им. Для женщин таким объектом выступает мужской детородный орган (пенис), для мужчин — мать, а после акта символической кастрации — другая женщина. Фаллос как абстрактный объект желания при перверсии может замещаться конкретным фетишем. Подробнее этот вопрос Лакан осветил в лекции «Значение фаллоса» от 9 мая 1958 года.